# 1624

## Починали
- 26 декември – Симон Мариус, немски астроном
- Себастиян Вискаино,
- 17 ноември – Якоб Бьоме, немски философ